# Kyle Calder
Kyle Charles Calder (* 5. Januar 1979 in Mannville, Alberta) ist ein ehemaliger kanadischer Eishockeyspieler, der im Verlauf seiner aktiven Karriere zwischen 1995 und 2012 unter anderem 608 Spiele für die Chicago Blackhawks, Philadelphia Flyers, Detroit Red Wings, Los Angeles Kings und Anaheim Ducks in der National Hockey League auf der Position des linken Flügelstürmers bestritten hat. Seinen größten Karriereerfolg feierte Calder im Trikot der kanadischen Nationalmannschaft mit dem Gewinn der Goldmedaille bei der Weltmeisterschaft 2002.

## Karriere
Kyle Calder begann seine Karriere 1995 in der kanadischen Juniorenliga Western Hockey League bei den Regina Pats, konnte in seinem ersten Jahr aber noch nicht überzeugen. In seiner zweiten Saison spielte er stärker und wurde von den Chicago Blackhawks im NHL Entry Draft 1997 in der fünften Runde an Position 130 ausgewählt. Er blieb noch zwei Jahre in der WHL und konnte seine Punkteausbeute von Jahr zu Jahr steigern. Während der Saison 1998/99 wechselte er innerhalb der WHL zu den Kamloops Blazers.
Im Sommer 1999 erhielt er seinen ersten Profivertrag und schloss sich den Cleveland Lumberjacks an, die damals das IHL-Farmteam der Chicago Blackhawks waren. Für acht Spiele wurde er bereits 1999/2000 in den NHL-Kader berufen und schoss in der Zeit auch sein erstes Tor. Die Saison 2000/01 verbrachte er zum Großteil in der NHL, spielte aber auch für das AHL-Farmteam Norfolk Admirals. Ab dem Herbst 2001 war er fester Bestandteil der Chicago Blackhawks. Während die NHL-Saison 2004/05 wegen des Lockout ausfiel, schloss er sich Södertälje SK aus der schwedischen Elitserien an.
Die Saison 2005/06 war die für ihn erfolgreichste Saison mit 26 Toren und 33 Assists. Sein Vertrag wurde von den Blackhawks zwar im Sommer 2006 um ein Jahr verlängert, allerdings wurde er noch vor Saisonbeginn zu den Philadelphia Flyers transferiert. Philadelphia hatte eine miserable Saison 2006/07 und auch Kyle Calder brachte nicht mehr die Leistungen aus dem Vorjahr. Im Februar 2007 wurde er für Lasse Kukkonen und einen Drittrunden-Draftpick zurück zu den Chicago Blackhawks transferiert, die ihn aber nur wenige Stunden später für Jason Williams zu den Detroit Red Wings schickten. In den restlichen Spielen der regulären Saison konnte er durch gute Leistungen überzeugen, doch in den Playoffs steuerte er in 13 Spielen nur einen Assist bei und wurde sogar aus dem Kader gestrichen.
Im Sommer 2007 erhielt er bei den Los Angeles Kings einen neuen Vertrag, für die er in den folgenden zwei Jahren im Einsatz stand. Im Oktober 2009 wurde Calder von den Anaheim Ducks unter Vertrag genommen, bei denen er einen Vertrag bis Ende Juni 2010 unterzeichnete. Den Großteil der folgenden Saison verbrachte der Linksschütze bei den Toronto Marlies in der AHL, für die Ducks stand er in 14 Partien im Einsatz und erzielte zwei Punkte. Im Sommer 2010 wurde sein auslaufender Vertrag in Anaheim nicht verlängert.
Im Oktober 2010 unterzeichnete Calder einen Kontrakt bei den Bakersfield Condors in der ECHL. Nach fünf Spielen und sieben Punkten für die Condors wurde er im Januar 2011 von Barys Astana aus der Kontinentalen Hockey-Liga verpflichtet. Im Mai desselben Jahres wurde sein Vertrag bei Barys wieder aufgelöst. In der folgenden Spielzeit war der Kanadier vorwiegend vertragslos, ehe er im Februar 2012 erneut ein Vertragsverhältnis mit den Bakersfield Condors aus der ECHL einging. Nach der Spielzeit beendete er im Sommer 2012 im Alter von 33 Jahren seine Laufbahn als Aktiver.

### International
Calder vertrat sein Heimatland bei der U20-Junioren-Weltmeisterschaft 1999 sowie den Weltmeisterschaften 2002, 2003 und 2006. Bei der U20-Junioren-Weltmeisterschaft 1999 erzielte er zwei Tore und sechs Torvorlagen. Im Finalspiel unterlag er mit Kanada gegen Russland und gewann die Silbermedaille. Bei der Weltmeisterschaft 2003 steuerte der Flügelstürmer zwei Punkte für Kanada zum Gewinn der Weltmeisterschaft bei.

## Erfolge und Auszeichnungen
- 1999 Silbermedaille bei der U20-Junioren-Weltmeisterschaft
- 2002 Teilnahme am NHL YoungStars Game
- 2003 Goldmedaille bei der Weltmeisterschaft

## Karrierestatistik

### International
Vertrat Kanada bei:
- U20-Junioren-Weltmeisterschaft 1999
- Weltmeisterschaft 2002
- Weltmeisterschaft 2003
- Weltmeisterschaft 2006

(Legende zur Spielerstatistik: Sp oder GP = absolvierte Spiele; T oder G = erzielte Tore; V oder A = erzielte Assists; Pkt oder Pts = erzielte Scorerpunkte; SM oder PIM = erhaltene Strafminuten; +/− = Plus/Minus-Bilanz; PP = erzielte Überzahltore; SH = erzielte Unterzahltore; GW = erzielte Siegtore; 1 Play-downs/Relegation; Kursiv: Statistik nicht vollständig)